# فرانک مرکاوسکی
فرانک مرکاوسکی (به انگلیسی: Frank Murkowski) سناتور سابق عضو حزب جمهوری‌خواه ایالات متحده آمریکا بود. وی در سال ۱۹۸۱ تا ۲۰۰۲ میلادی سناتور ایالت آلاسکا در سنای ایالات متحده آمریکا بود.